# 1729 w polityce

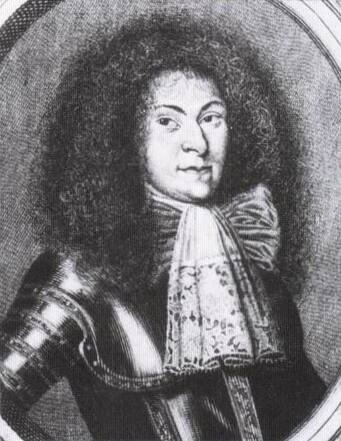
Jan Ernest IV

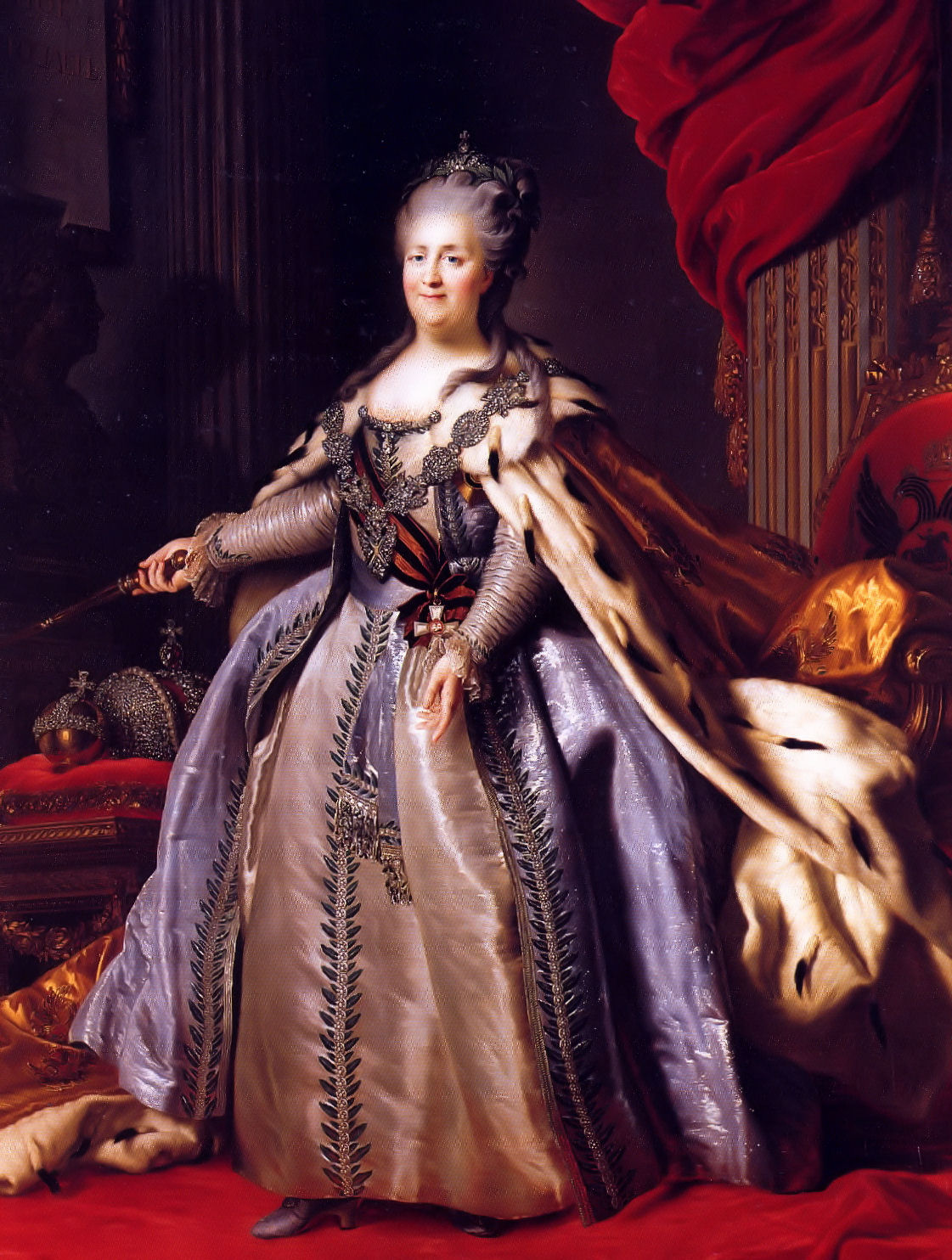
Katarzyna II Wielka

Wydarzenia polityczne w 1729 roku.

## Urodzili się
- Katarzyna II Wielka, caryca Rosji[1].

## Zmarli
- 17 lutego Jan Ernest IV, książę saski[2].